# Ellen Louise Shulman Baker
Ellen Louise Shulman Baker dr. (Fayetteville, Észak-Karolina, 1953. április 27. –) amerikai geológus, orvos, űrhajós.

## Életpálya
1970-ben New Yorkban a Bayside High Schoolban diplomázott földrajzból és bölcsészetből. 1974-ben Cornell Universityben gyógyszerészetet tanult, 1978-ban doktorált. A Texas Health Science Center Egyetemen belgyógyászatot tanult. 1981-ben tisztiorvosként csatlakozott a NASA-hoz, közben repülőgép vezetői diplomát szerzett. 1984-től a NASA kötelékében űrhajóskiképzésben részesült. Három űrrepülése alatt 28 napot, 14 órát és 31 percet töltött a világűrben.

## Űrrepülések
1989-ben az STS–34 jelű küldetés az amerikai űrrepülőgép-program 31., az Atlantis űrrepülőgép ötödik repülése. A küldetés során a legénység sikeresen útnak indította a Galileo űrszondát, a Jupiter vizsgálatának elősegítésére.
1992-ben az STS–50 az amerikai űrrepülőgép-program 48., a Columbia űrrepülőgép 12. repülése. A kéthetes űrrepülés alatt a legénység tudományos kísérleteket végzett: kristálynövekedés,  folyadékfizika, folyadékdinamika, biológiatudomány és égéstudomány területén.
1995-ben az STS–71 jelű küldetés fő feladata volt, hogy az Atlantis űrrepülőgép héttagú legénységét a Shuttle–Mir programban a Mir űrállomásra vigye. A csatlakozás elősegítése érdekében egy dokkoló berendezést vitt magával.